# Rue Émile Vandervelde (Manage)
Pour les articles homonymes, voir Rue Émile Vandervelde.
La rue Émile Vandervelde est une rue de l'entité de Bois-d'Haine, commune de Manage, qui va du carrefour de la rue Henri Pilette et de la rue des Chocolatières à la rue Eugène Coquereau en passant par la rue Alphonse Destrée.
À hauteur de la rue Alphonse Destrée se trouve un cul-de-sac qui fait partie de la rue Émile Vandervelde.
La rue porte le nom d'un homme politique socialiste belge, Émile Vandervelde, né à Ixelles le 25 janvier 1866 et décédé à Ixelles le 27 décembre 1938.
À Woluwe-Saint-Lambert, il existe une avenue Émile Vandervelde.

## Galerie de photos

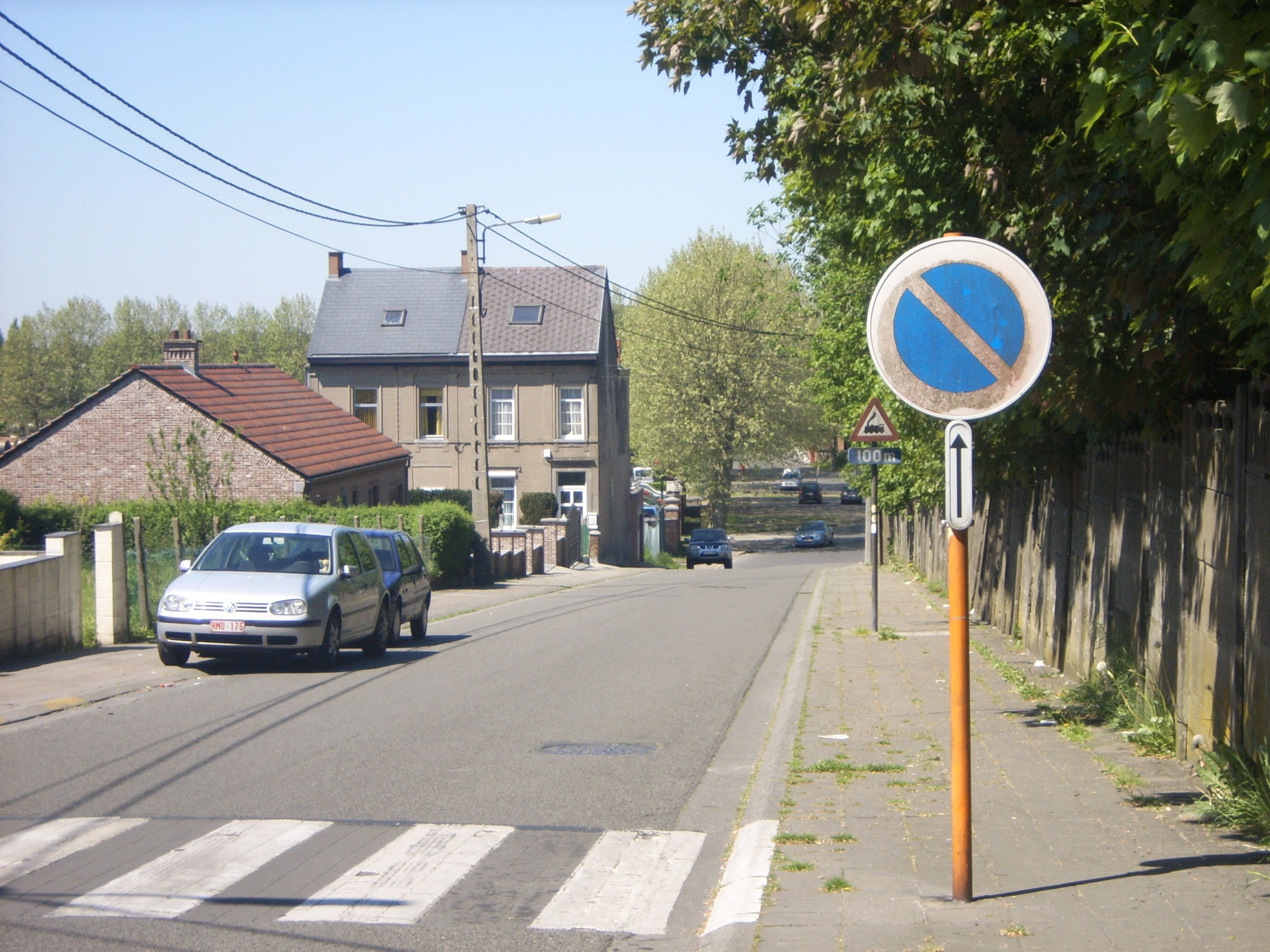
Le bas de la rue
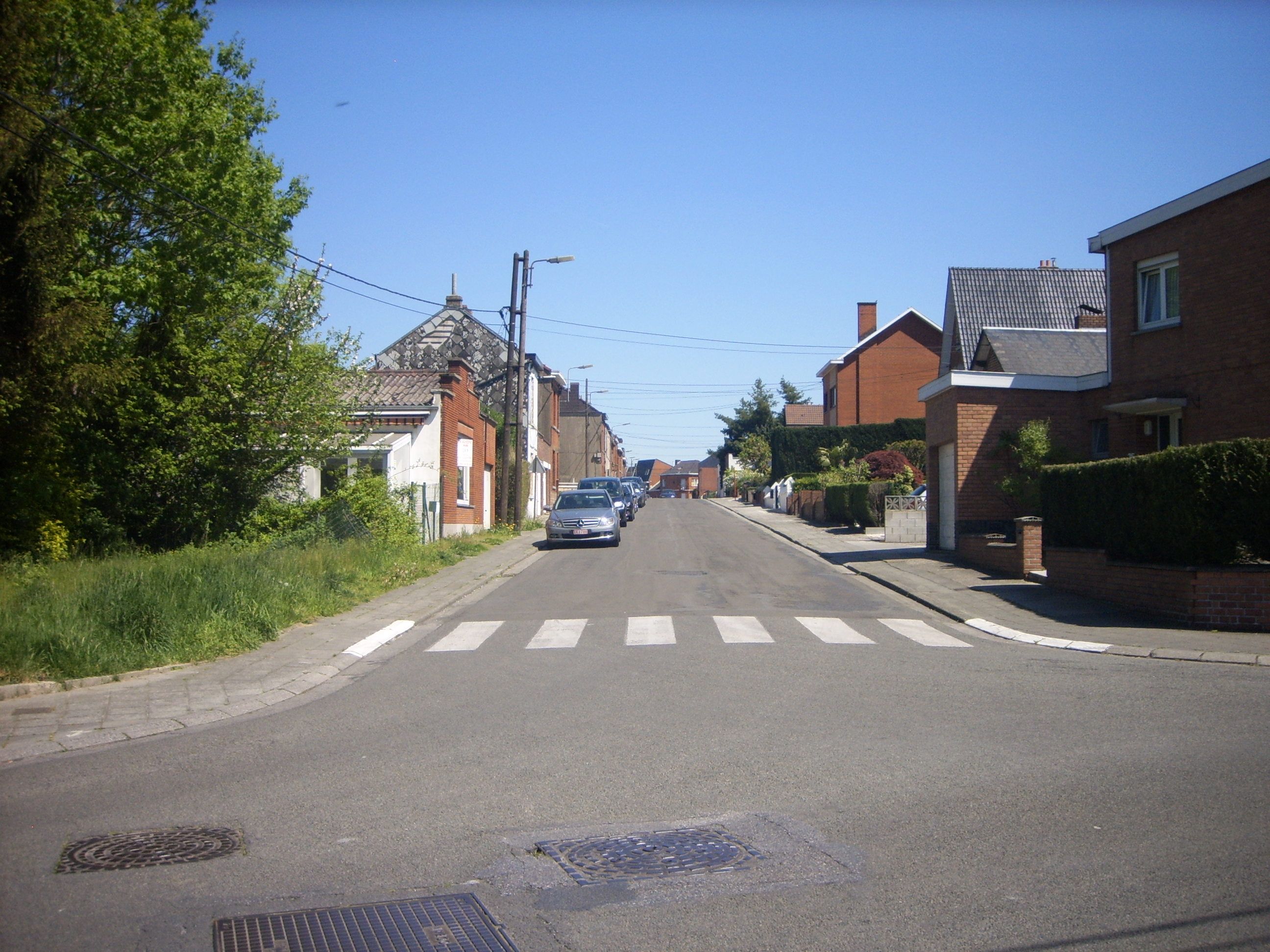
Carrefour rue Destrée
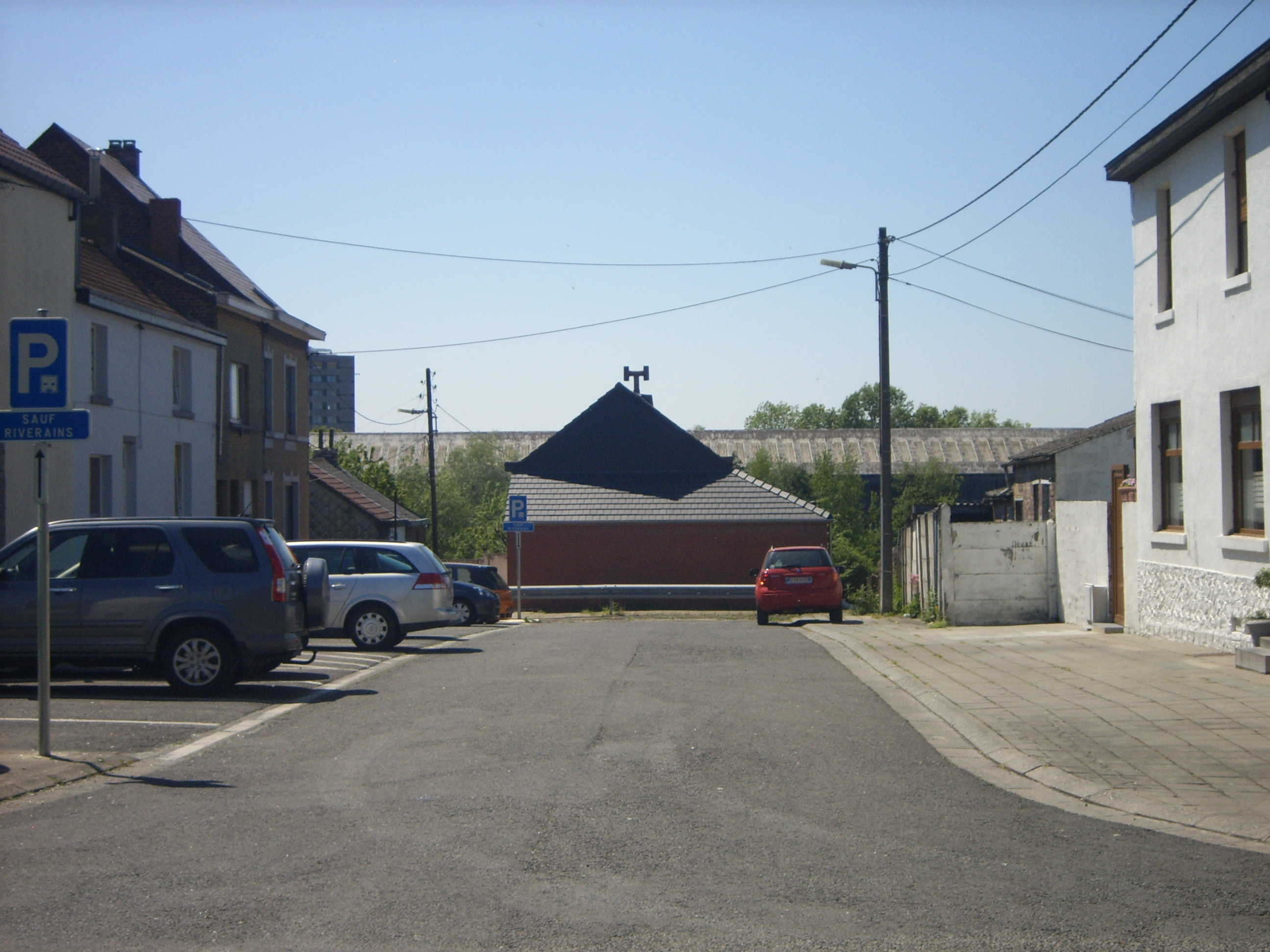
Cul-de-sac Vandervelde
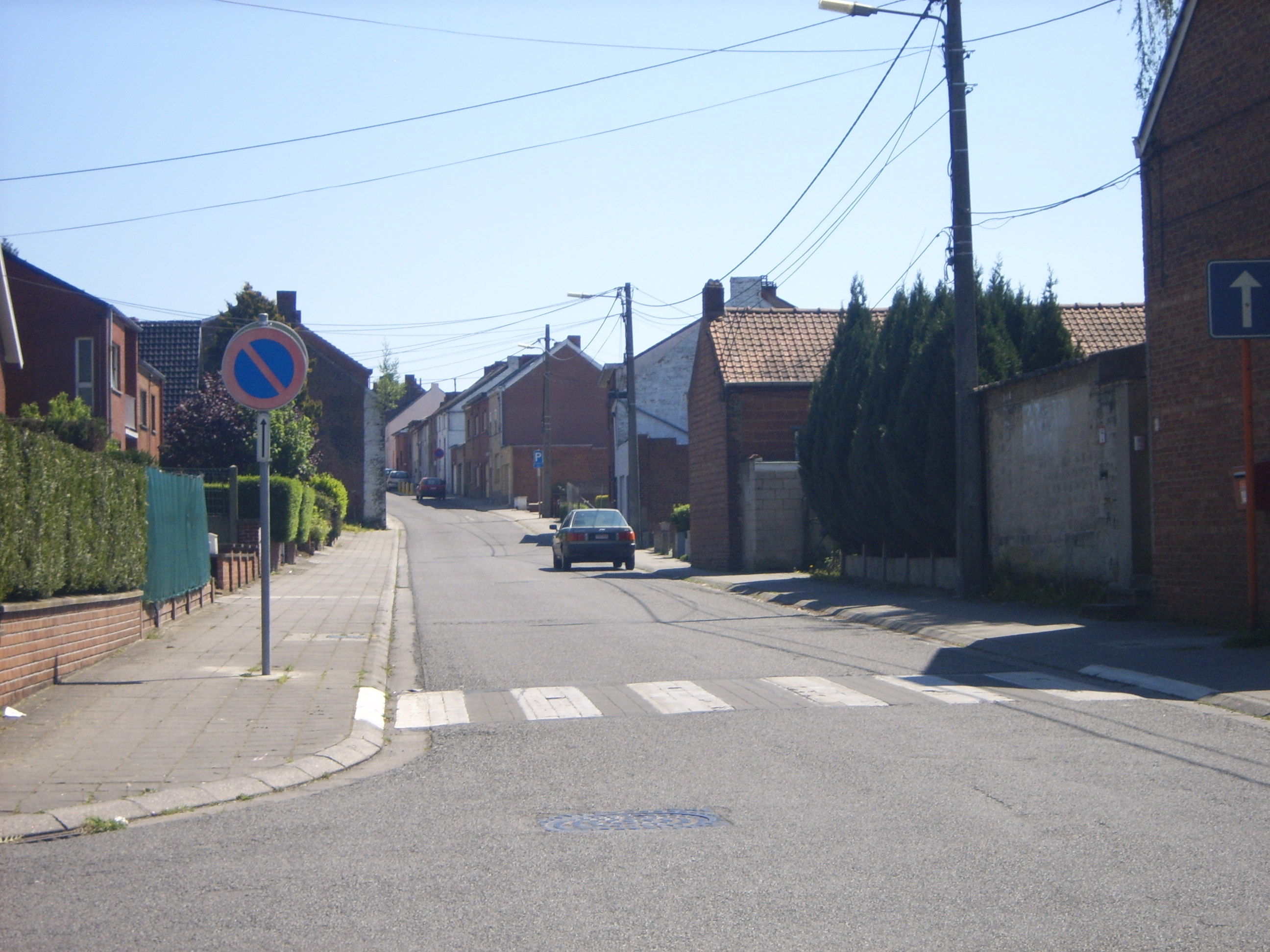
Le haut de la rue